# Långskär, Korpo
Långskär är en ö i Finland. Den ligger i Skärgårdshavet och i kommunen Pargas i den ekonomiska regionen  Åboland i landskapet Egentliga Finland, i den sydvästra delen av landet. Ön ligger omkring 68 kilometer sydväst om Åbo och omkring 190 kilometer väster om Helsingfors. Långskär ligger 6 meter över havet.
Öns area är 3,8 hektar och dess största längd är 320 meter i öst-västlig riktning.